# Конституція 5 грудня 1793 року
Конституція Речі Посполитої 1793 року — основний закон Речі Посполитої, прийнятий без обговорення 5 грудня 1793 року Гродненським Сеймом 1793 року.

## Сутність
Проєкт конституції розроблений Костянтином Рачинським, Федором Мощинським, Людвіком Тишкевичем під наглядом Сіверса.
Згідно з Конституцією, Річ Посполита зберігалася як унітарна держава у складі провінцій Королівства Польського та Велике князівство Литовське, ділилася на воєводства, а ті, своєю чергою, — на три повіти кожний. Зберігалися кардинальні права, гарантовані сеймами 1775 року та Конституції 3 травня. Відновлювалася виборність короля. Вищим законодавчим органом країни оголошений однопалатний сейм, який скликався раз на 4 роки на 8 тижнів. Від кожного воєводства в сейм вибиралися по 6 послів. Рішення в сеймі приймалися більшістю голосів (без права Liberum veto), крім найважливіших питань законодавства, податків, війська, за розглядом яких королю надавалося право вето.
Виконавча влада передавалася Постійній Раді з 24 осіб (у тому числі 11 від ВКЛ), яка ділилася на 6 департаментів. Рада повинна була готувати законодавчі проєкти, наглядати за реалізацією законів, могла скликати сейм навіть без згоди короля. Влада в повітах передано порядковим комісіям. Незаможну знать позбавлялася виборчих прав. Міщани отримали право набувати землю і шляхетську гідність, але не мали представництва в сеймі.
Як поступки реформам сейм були збережені земські суди з виборними посадами на державному утриманні. Вищою апеляційною інстанцією для судів був трибунал, окремо для цивільних і духовних справ.
Фактично дана конституція не виконувалася, оскільки втратила силу за скутком третього поділу Речі Посполитої.